# Daniel Goldhagen
Daniel Jonah Goldhagen (nascido em 30 de junho de 1959) é um autor americano e ex-professor associado de ciência política e estudos sociais na Universidade de Harvard. Goldhagen tornou-se internacionalmente conhecido como o autor de dois livros polêmicos sobre o Holocausto: Carrascos voluntários de Hitler (1996) e A Moral Reckoning (2002). Ele também é o autor do Worse Than War (2009), que examina o fenômeno do genocídio.

## Biografia
Goldhagen nasceu 30 de junho de 1959 em Boston, Massachusetts, mas cresceu na cidade vizinha de Newton. Sua esposa Sarah é uma historiadora de arquitetura e crítica na revista The New Republic.